# バイオレンス・ナイト
『バイオレンス・ナイト』（別題：ペイント・イット・ブラック、原題：American Night）は、2021年公開のイタリアのネオ・ノワール映画。
脚本も担当したアレッシオ・デッラ・ヴァッレ監督による長編映画デビュー作。
日本では、衛星放送局のWOWOWにて、『ペイント・イット・ブラック』の別題で放映されたこともある。

## あらすじ
アンディ・ウォーホルの名画『ピンク・マリリン』がニューヨークに到着したことで、美術商とマフィアのボスによる名画の争奪戦が、さまざまな人物を巻き込んで繰り広げられることになる。

## キャスト
- ジョン・カプラン - ジョナサン・リース＝マイヤーズ

贋作者から美術商へと転身した男
- マイケル・ルビーノ - エミール・ハーシュ

マフィアのボス
- ヴィンセント - ジェレミー・ピヴェン

ジョンの義弟
- サラ・フローレス - パス・ベガ

ジョンの恋人
- サミュエル・モーガン卿 - マイケル・マドセン
- Shaky - フォルトゥナート・チェルリーノ（英語版）

その他、マリア・グラツィア・クチノッタやマルコ・レオナルディなどが出演している。歌手のアナスタシアはカメオ出演し、映画の主題歌を披露している。

## 公開
2021年8月、サバン・フィルムズが本作の北米配給権を獲得したことが発表された。同年9月には、ヴェネツィア国際映画祭でプレミア上映され、その後、米国の一部の劇場で公開された。